# Burgstall Lechsberg
Der Burgstall Lechsberg bezeichnet eine abgegangene hochmittelalterliche Höhenburg bei 702 m ü. NHN in dem Weiler Lechsberg und etwa 1600 Meter nordwestlich der Pfarrkirche St. Johannes d. Täufer in Asch, beides Gemeindeteile der Gemeinde Fuchstal im Landkreis Landsberg am Lech in Bayern. Die Anlage wird als Bodendenkmal unter der Aktennummer D-1-8030-0046 als „Burgstall des hohen oder späten Mittelalters (‚Lechsberg‘)“ geführt. 500 m südwestlich befindet sich eine „Viereckschanze der späten Latènezeit“, welche unter der Aktennummer D-1-8030-0005 im Bayernatlas erfasst ist.

## Beschreibung
Die grob ovale Anlage hat die Ausmaße von ca. 180 m in Süd-Nord-Richtung und 80 m in Ost-West-Richtung. Das Burgareal ist heute rezent überbaut.